# Джміль Герштеккера
Джміль Герштеккера (Bombus gerstaeckeri) — вид комах ряду перетинчастокрилих.

## Поширення
Вид є рідкісним в межах світового ареалу.
Зустрічається в Піренеях, Альпах і на Балканському півострові. Крім того цю комаху було відзначено на Прикарпатті та горах Кавказу.
В Україні трапляється лише в Українських Карпатах, у масивах Чорногора і Горгани.

## Короткий опис імаго
Джміль Герштеккера за ейдономією подібний до Bombus consobrinus (Dahlbom, 1832). Це великий джміль з видовженою головою; Довжина тіла у матки становить 20-26 міліметрів, в робочих особин 15-17 мм, а у самців 16-18 міліметрів. Спинка і 1-м тергіт черевця в волосках, забарвлення яких варіює від блідо-коричневого до коричнево-червоного. Передня частина черевця, після першого сегмента, вкрита чорними волосками, в той час як задня частина черевця вкрита білими волосками, окрім останнього сегменту черевця, що також вкритий чорними волосками.

## Середовище існування та особливості біології
Оліголектичний вид. Живиться і відповідно є запилювачем рослин із  роду борець. Є рекордсменом за довжиною хоботка з-поміж інших видів джмелів. Трапляється в діапазоні висот 600-1500 м у всіх лісових поясах, місцями заходить у субальпійський пояс.  Біотопічний розподіл виду визначається тим же таки біотопічним розподілом аконіту.